# Tibetochrysa sinica
Tibetochrysa sinica är en insektsart som beskrevs av C.-k. Yang et al in Huang et al. 1988. Tibetochrysa sinica ingår i släktet Tibetochrysa och familjen guldögonsländor. Inga underarter finns listade i Catalogue of Life.